# Trioxys staryi
Trioxys staryi är en stekelart som beskrevs av Mackauer 1968. Trioxys staryi ingår i släktet Trioxys och familjen bracksteklar. Inga underarter finns listade i Catalogue of Life.